# FiveThirtyEight
FiveThirtyEight a volte 538 è un sito web statunitense specializzato in sondaggi, politica e sport.

## Storia
FiveThirtyEight prende il nome dal numero di elettori del collegio elettorale degli Stati Uniti d'America e venne fondato, il 7 marzo 2008, come sito web di aggregazione di sondaggi e blog dall'analista Nate Silver. L'agosto del 2010, il blog divenne una funzionalità concessa in licenza dal New York Times online e ribattezzato FiveThirtyEight: Nate Silver's Political Calculus.
Durante le elezioni primarie e quelle presidenziali del 2008 Silver sfruttò una particolare metodologia basata sulle sue conoscenze in sabermetrica per compilare i dati dei sondaggi bilanciandoli, stando alle sue parole, con "dati demografici comparativi". Silver ponderò "ogni sondaggio in base alla comprovata esperienza storica del sondaggista, alle dimensioni del campione e all'attualità del sondaggio".
Il luglio 2013, ESPN acquisì FiveThirtyEight, assumendo Silver come redattore capo e collaboratore di ESPN.com; la nuova pubblicazione venne lanciata il 17 marzo 2014. Da allora, il blog FiveThirtyEight iniziò a trattare un più ampio spettro di argomenti quali politica, sport, scienza, economia e cultura. Nel 2018 le operazioni vennero trasferite da ESPN alla proprietà gemella ABC News (sempre sotto la casa madre The Walt Disney Company).
Sono stati conferiti vari premi a FiveThirtyEight, tra cui un Bloggie Award nel 2009, due Webby Award nel 2012 e nel 2013 più un altro riconoscimento da parte di Global Editors Network nel 2016.